# Rhyssemus bechuanus
Rhyssemus bechuanus är en skalbaggsart som beskrevs av Rudolph Petrovitz 1956. Rhyssemus bechuanus ingår i släktet Rhyssemus och familjen Aphodiidae. Inga underarter finns listade i Catalogue of Life.